# Joachim Wagner (Ökonom)
Joachim Wagner (* 1954 in Hannover) ist ein deutscher Wirtschaftswissenschaftler.
Wagner wurde 1954 in Hannover geboren. Er studierte Wirtschaftswissenschaften an der Universität Hannover, wo er 1984 zum Dr. rer. pol. promovierte und im Jahr 1990 habilitierte (VWL). Seit 1993 ist Wagner Professor für Volkswirtschaftslehre an der Leuphana Universität Lüneburg. Seine Forschungsschwerpunkte sind Internationale Unternehmenstätigkeiten, Arbeitsplatzdynamik, Ökonomische Analyse kleiner und mittlerer Unternehmen und Angewandte Mikroökonometrie und Paneldaten.
Wagner ist „Research Fellow“ am HWWA in Hamburg und am IZA in Bonn und er ist Mitglied des Rats für Sozial- und Wirtschaftsdaten. Er war außerdem Forschungsprofessor am Max-Planck-Institut für Ökonomik in Jena.
Gemeinsam mit Gert G. Wagner ist Joachim Wagner Herausgeber von Schmollers Jahrbuch, einer Fachzeitschrift für Wirtschafts- und Sozialwissenschaften.